# Guido Bigarelli
Guido Bigarelli oder Guido di Bonagiunta Bigarelli, detto Guido da Como (* um 1220 in Arogno; † um 1257) war ein aus dem Tessin stammender Bildhauer und Architekt der Romanik, der in der Toskana tätig war.

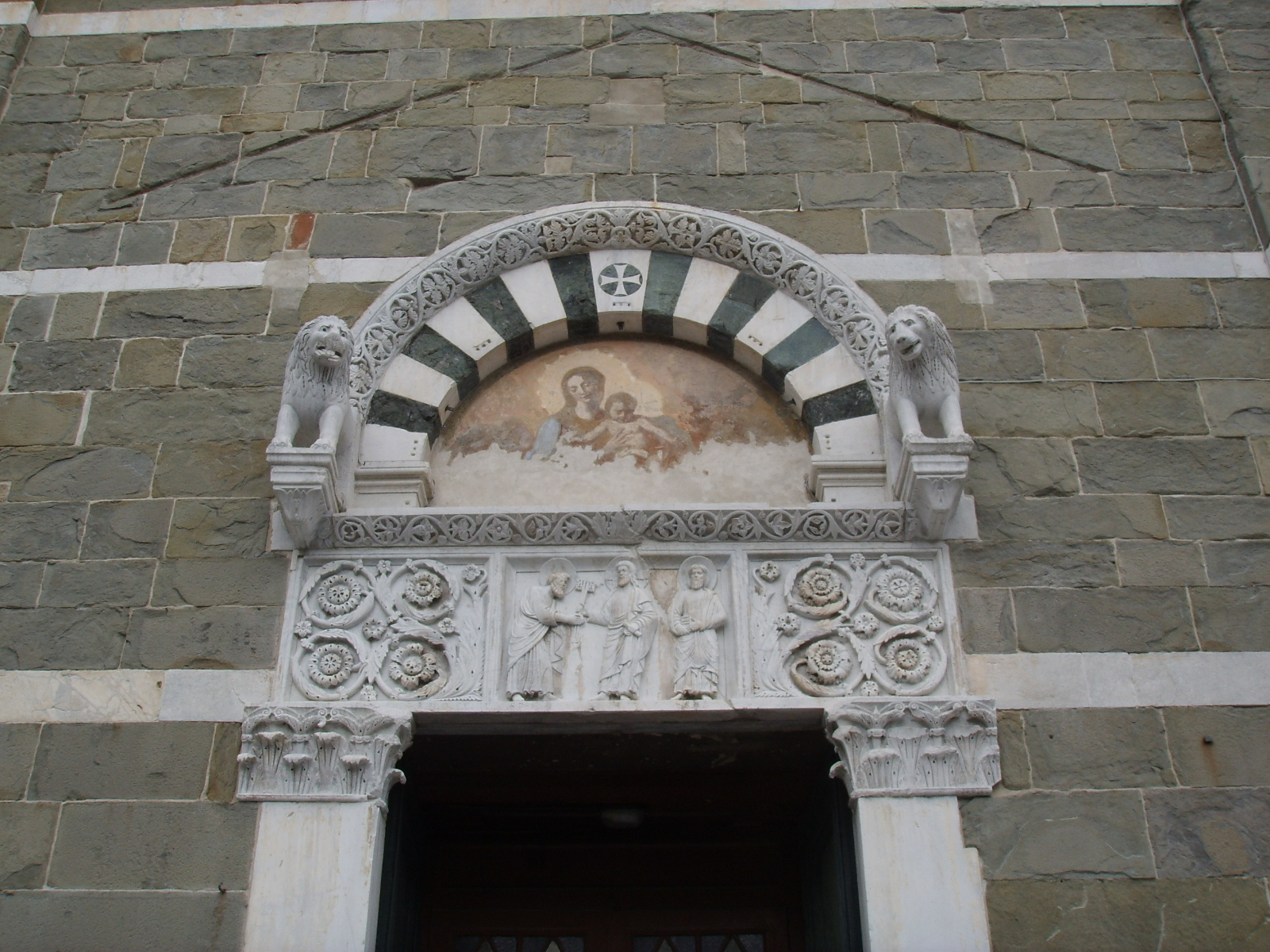
Guido Bigartelli: Portal der Kirche San Pietro Somaldi, Lucca, 1238.

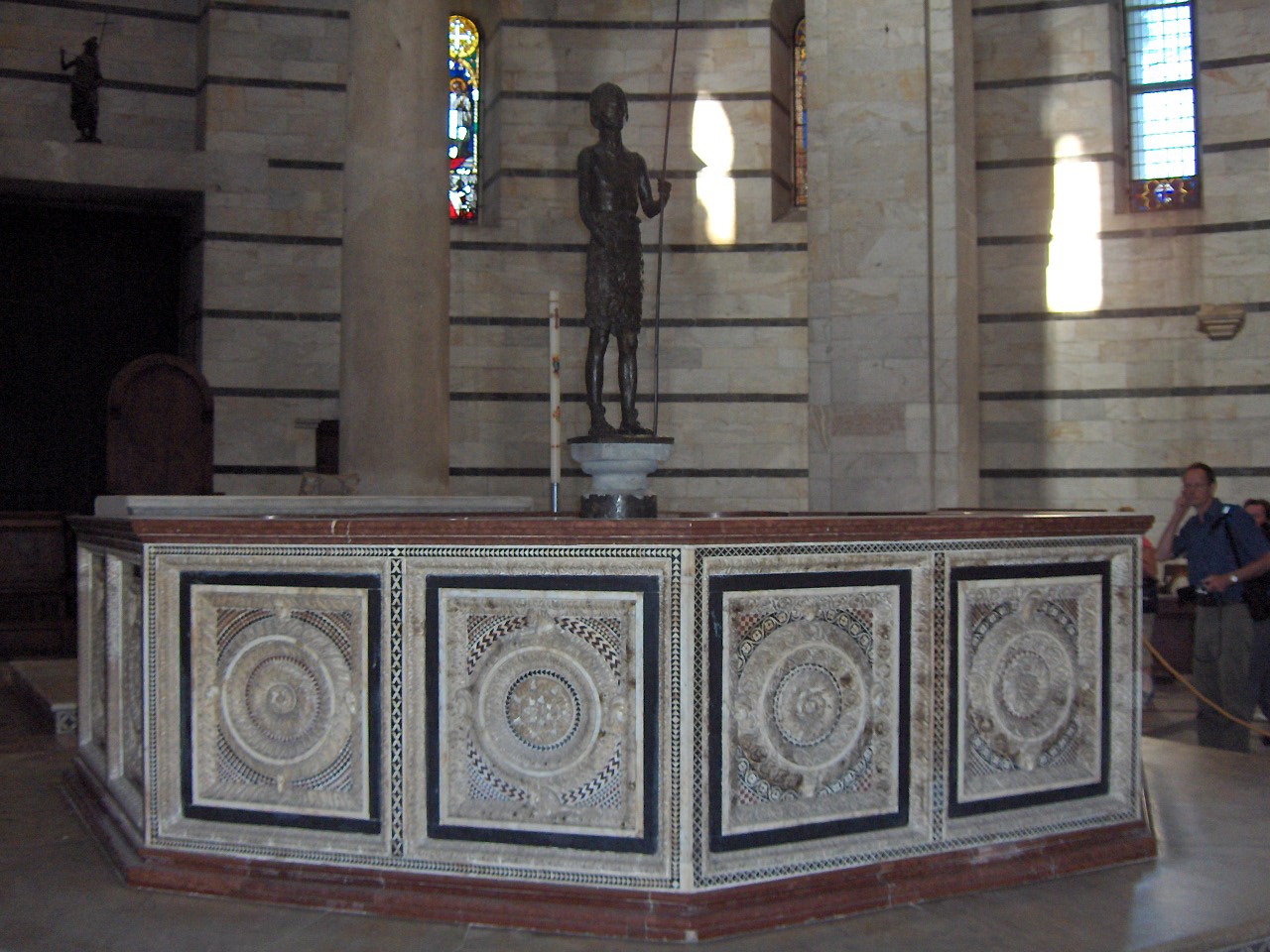
Guido Bigartelli: Taufbecken des Baptisteriums von Pisa, Pisa, 1246.

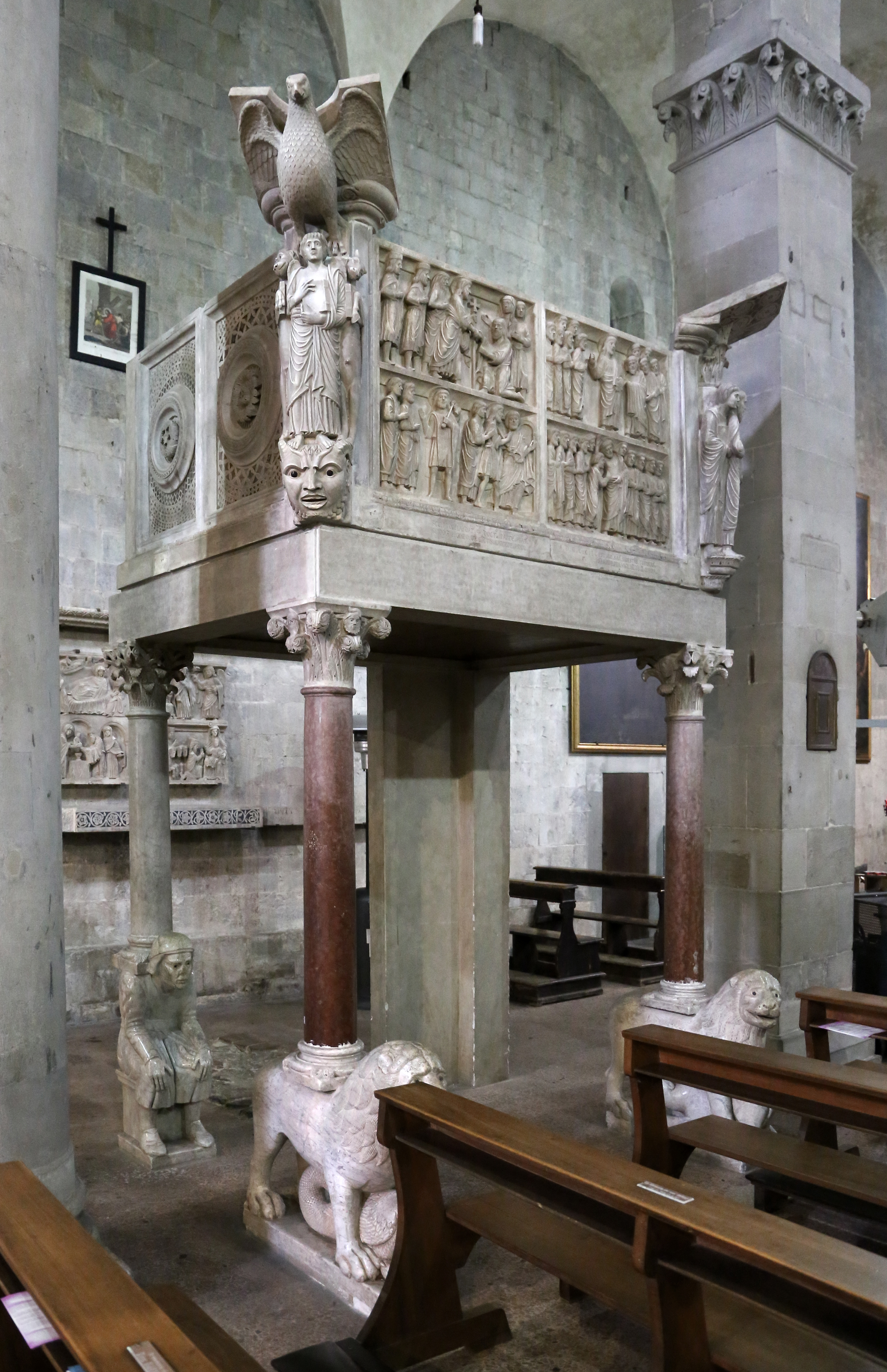
Guido Bigartelli: Kanzel der Kirche San Bartolomeo in Pantano, Pistoia, 1250.

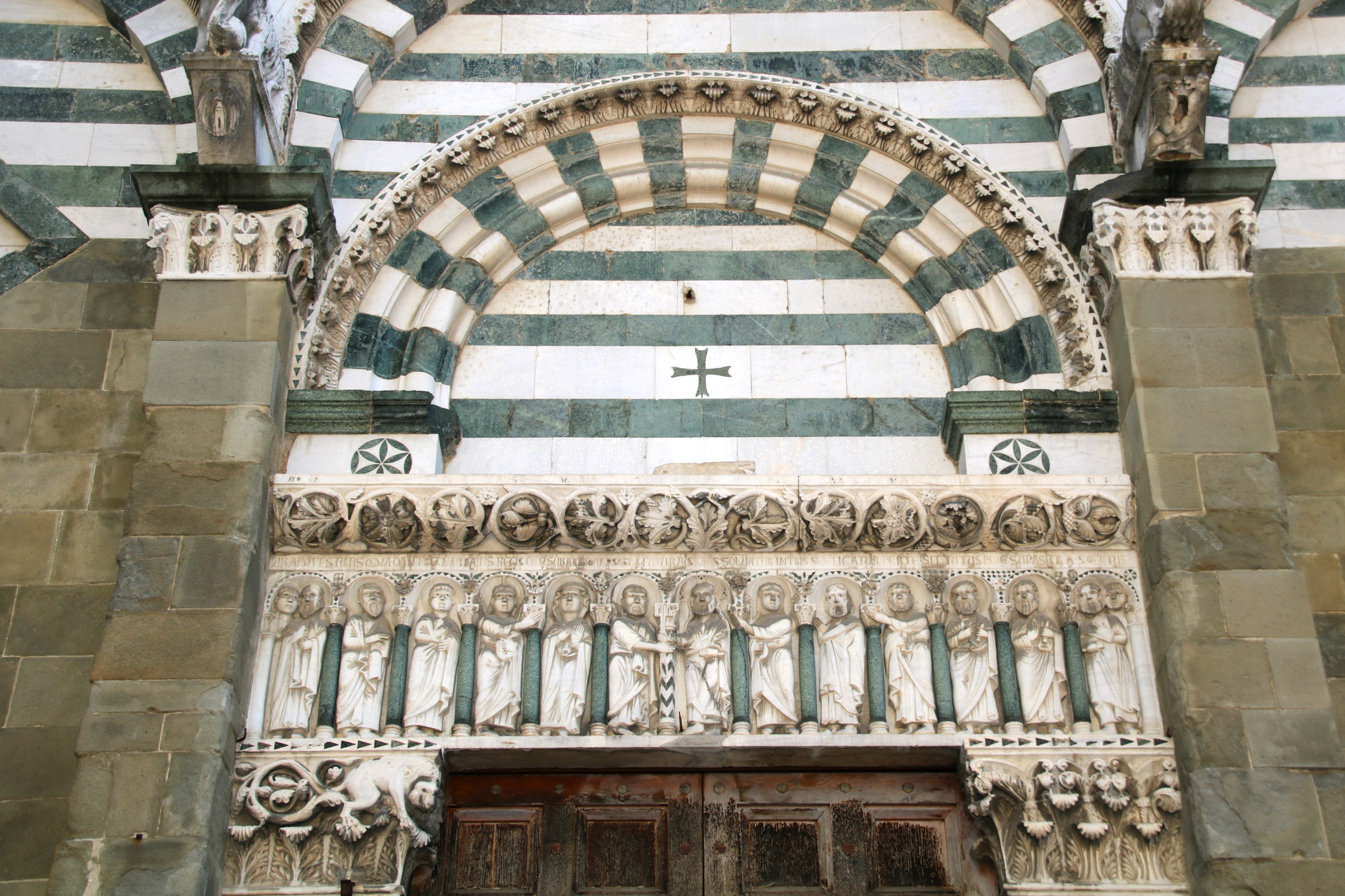
Guido Bigartelli: Portalsturz, Kirche San Pier Maggiore, Pistoia, 1263.

## Leben
Guido Bigarelli entstammte einer Familie von Bildhauern und Architekten aus Arogno im heutigen Kanton Tessin, die vor allem in der Toskana und im Trentino tätig waren: Sein Vater Bonagiunta Bigarelli war wahrscheinlich der Bruder von Lanfranco da Como, die beide seit den 1220er Jahren in Pistoia tätig waren.
Guido Bigarelli schuf 1246 das achteckige Taufbecken (signiert und datiert) in der Mitte des Baptisteriums von Pisa, bei dem der Künstler die Dekoration mit klassischen Relief- und Intarsienmotiven hervorhob, die auf die toskanische Schule zurückzuführen sind. Im Jahr 1250 schuf er in Pistoia die Kanzel (datiert und signiert) in der Kirche San Bartolomeo in Pantano. Er ist 1252 in Pistoia nachgewiesen, wo zusammen mit seinen Schülern Luca und Giannino im Dom für Restaurierungsarbeiten tätig war.

## Andere Werke sind wahrscheinlich von ihm und seiner Werkstatt
- Ein Teil der Skulpturen, die die Fassade der Kathedrale San Martino von Lucca schmücken, insbesondere der Architrav des großen Portals und die beiden Symbole der Evangelisten auf beiden Seiten des Portals im oberen Bereich
- vier Geschichten aus der Kindheit Christi und einige dekorative Fragmente mit eingelegten Pflanzenmotiven (datiert 1239), die heute an der linken Wand der Kirche San Bartolomeo in Pantano in Pistoia angebracht sind
- einige plutei des Sant’Andrea in Pistoia
- der San Michele in Hochrelief, früher am Giebel des Oratoriums von San Giuseppe in Pistoia und heute im Museo Diocesano di Pistoia
- der Architrav mit der Traditio clavium in der Kirche San Pietro Somaldi in Lucca
- der Tetramorph, heute im Museo Nazionale di San Matteo in Pisa
- mehrere Kapitelle im Inneren des Baptisteriums von Pisa
- das Taufbecken und die Kanzel aus rosafarbenem Marmor in der Dom zu Barga (die möglicherweise Guidetto da Como zugeschrieben werden).